# جون جاكوب نايلز
جون جاكوب نايلز (بالإنجليزية: John Jacob Niles)‏ هو مغني وملحن أمريكي، ولد في 28 أبريل 1892 في لويفيل في الولايات المتحدة، وتوفي في 1 مارس 1980 في ليكسينغتون في الولايات المتحدة.

## وصلات خارجية
- جون جاكوب نايلز على موقع IMDb (الإنجليزية)
- جون جاكوب نايلز على موقع الموسوعة البريطانية (الإنجليزية)
- جون جاكوب نايلز على موقع ميوزك برينز (الإنجليزية)
- جون جاكوب نايلز على موقع ديسكوغز (الإنجليزية)